# Количник
Количник представља израз којим се у математици означава резултат аритметичке операције дељења. Тако се у операцији 6:3=2, са 2 означава количник, 6 дељеник, а 3 делилац. Количник је број који се добије када се дељеник подели са делиоцем.